# Телибаново
Телибаново — деревня в Шекснинском районе Вологодской области.
Входит в состав сельского поселения Сиземского, с точки зрения административно-территориального деления — в Сиземский сельсовет.
Расстояние до районного центра Шексны по автодороге — 36,5 км, до центра муниципального образования Чаромского по прямой — 14 км. Ближайшие населённые пункты — Сыромяткино, Еремино, Соловарка, Артемьево, Кузьминское, Давыдково.
По переписи 2002 года население — 14 человек.